# Jagged Alliance
Jagged Alliance (укр. Зруйнований Альянс) — перша гра з однойменної серії, що вийшла в 1994. Представник жанру тактичних рольових ігор.

## Сюжет
Події цієї тактичної покрокової стратегії оповідають про пригоду загону найманців, найнятого для того, щоб звільнити маленький тропічний острівець Метавіра. Цей острів є єдиним місцем, де росте особлива рослина, що широко застосовується у фармацевтичній галузі. Джек був дослідником, який вперше відкрив цілющі властивості цієї рослини. Він налагодив зв'язки з місцевим населенням і побудував фабрики для переробки сировини. Але Лукас, його головний помічник, не був задоволений своєю часткою прибутку. Він набрав собі маленьку армію, і захопив контроль над островом. Джек у відповідь наймає вас, і тепер на ваші плечі лягає доля всіх жителів Метавіри.

## Особливості й ігровий процес
Гроші з повітря не беруться. Вони беруться від переробки цілющих рослин. Карта острова розбита на квадрати, і в кожному з них є певна кількість цих рослин. Чим більше їх - тим вище щоденний заробіток. Ваша мета - найнявши загін найманців звільнити острів, сектор за сектором.
Ворог теж не стоїть на місці, і часом робить спроби сектори відвоювати. Вашому загону просто не встигнути повсюдно, так що для захисту робітників і стратегічно важливих секторів (наприклад фабрик, без яких ви не зможете переробити достатньо сировини) вам доведеться наймати охоронців із місцевого населення.
Місії можна проводити тільки вдень. Якщо ви не встигли завершити день у своєму секторі, то всі бійці, що виявилися вночі на ворожій території, вважаються загиблими. Пересування по сектору відбувається в реальному часі, поки один з членів вашого загону не побачить противника. У цей момент гра переходить в покрокової режим. Як і в іграх серії X-com, кожен хід у кожного найманця оцінюється певною кількістю очок (action points або AP), які він витрачає на стрілянину, пересування або будь-яку інше дію. Кількість цих очок залежить від фізичного стану найманця (поранення або втома помітно знижують кількість AP) і від його фізичної підготовки.
Кожен найманець - це особистість. Кожен з них, крім різноманітних фізичних здібностей і навичок, має своє обличчям, манеру розмови і характер. Найманці часто коментують ваші дії, висловлюють підтримку чи невдоволення, і навіть сваряться між собою.
Як і в будь-якій гарній тактичній стратегії, найманці по ходу бойових дій розвивають ті навички, які застосовують найчастіше.
Гра буде цікава для любителів стратегій. Для новачків найкраще починати грати на легкому рівні. Ігровий процес дуже різноманітний і захоплюючий. Багато секторів містять в собі багато небезпек і пасток, також охорона секторів внесе свою дещицю нервів і радості. Зброя, боєприпаси і різноманітна амуніція знаходяться як у ящиках, так і випадають з убитих вами охоронців секторів. Найманці в грі різноманітні і кожен з них володіє своїми здібностями, які розвиваються в процесі як самої гри, так і тренувань.
Найважчі сектори, як за складністю ведення бою і тактиці, там де знаходяться переробні фабрики. Всі вони заміновані і при найменшій тривозі вибухають, відповідно вони не будуть працювати і приносити вам прибуток, після зачистки сектора їх треба розмінувати. Для боїв у таких секторах вам не завадить маскування і глушники і звичайно ж багато терпіння.

## Продовження: новий варіант гри
Через рік компанія Sir-Tech випустила додаток до гри під назвою Jagged Alliance: Deadly Games.
Jagged Alliance: Deadly Games (укр. Зруйнований Альянс: Смертельні ігри) - додаток до гри Jagged Alliance, випущений в 1995 році.

### Ігровий процес
У порівнянні з оригіналом, в ігровий процес Deadly Games було внесено кілька змін. Зникла стратегічна глобальна карта, і режим вільного переміщення був замінений набором місій, розташованих у хронологічному порядку. У залежності від дій гравця, сюжет може розгалужуватися, що створює стимул до повторного проходження гри. Між місіями гравець може змінювати склад команди найманецьів, їх екіпірування і озброєння.

### Особливості
- Основним нововведенням доповнення став широкий ряд завдань, які видаються гравцеві штаб-квартирою. Тепер поряд з повним знищенням ворожих загонів з'явилися завдання з порятунку заручників, мінування територій і проникненню на спеціальні об'єкти. Така різноманітність завдань змушує гравця використовувати більше різних тактичних ходів і приділяти більше уваги спеціалізації своїх бійців. Всі місії необхідно пройти за обмежену кількість ходів.
- Штучний інтелект противника було значно доопрацьовано.
- Внесено нові види озброєння і боєприпасів.
- Додана можливість ігор з участю до 4-х гравців.
- Разом з грою поставлявся редактор карт і сценаріїв.

### Сценарії і кампанії, створені гравцями
Найбільшу популярність і популярність придбали 3 призначених для користувача кампанії:
- «Секретна база Майкрософт» (англ. MicroSoft's Secret Base)
  - Сюжет: компанія Майкрософт захопила в заручники Лінуса Торвальдса, щоб він не завадив всесвітньому поширенню та використанню системи Windows 2000. Тільки ви можете визволити з ув'язнення відомого фінського програміста.
- «Наркотики» (англ. Drugs)
  - У цій кампанії гравцеві протистоїть наркобарон на прізвисько Skyorb. Крім величезної злочинної імперії Skyorb має добре озброєні загони безпеки. Завдання гравця - знищити наркобарона.
- «Сектор Х» (англ. SectorX)
  - Сектор Х - обширний стратегічно важлива ділянка, яким володіє AIM. Багатьом не до душі нинішній господар Сектора і з усіх боків напирають вороги, яких і необхідно зупинити.

## Продовження
У 1999 році компанія Sir-Tech випустила гру Jagged Alliance 2.